# Lestodiplosis crataegifolia
Lestodiplosis crataegifolia är en tvåvingeart som beskrevs av Ephraim Porter Felt 1908. Lestodiplosis crataegifolia ingår i släktet Lestodiplosis och familjen gallmyggor. Inga underarter finns listade i Catalogue of Life.